# Rous Cup 1988
De Rous Cup 1988 was de 4e editie van de Rous Cup. Het toernooi werd gehouden van 17 tot en met 24 mei 1988. Engeland werd kampioen.
Ook bij deze editie werd, net als bij het vorige toernooi, een land uit Zuid-Amerika uitgenodigd om samen met Schotland en Engeland deel te nemen aan dit toernooi. Alle landen speelden een keer tegen elkaar.

## Eindstand
| Team      | Gsp | W | G | V | DV | DT | DS | Ptn |
| --------- | --- | - | - | - | -- | -- | -- | --- |
| Engeland  | 2   | 1 | 1 | 0 | 2  | 1  | +1 | 3   |
| Colombia  | 2   | 0 | 2 | 0 | 1  | 1  | 0  | 2   |
| Schotland | 2   | 0 | 1 | 1 | 0  | 1  | –1 | 1   |

## Wedstrijden

### Schotland vs Colombia
|                                                  |           |       |          |                                                                                |
| 17 mei 1988 «onderlinge duels» 20:00 uur (UTC+1) | Schotland | 0 – 0 | Colombia | Hampden Park, Glasgow Toeschouwers: 20.487 Scheidsrechter: Vítor Correia (POR) |
| 17 mei 1988 «onderlinge duels» 20:00 uur (UTC+1) |           |       |          | Hampden Park, Glasgow Toeschouwers: 20.487 Scheidsrechter: Vítor Correia (POR) |

| SCHOTLAND:    |    |                                   |  |     |
|               |    |                                   |  |     |
| GK            | 1  | Jim Leighton (Aberdeen)           |  |     |
| DF            | 2  | Richard Gough (Rangers)           |  |     |
| DF            | 3  | Steve Nicol (Liverpool)           |  |     |
| MF            | 4  | Roy Aitken (Celtic)               |  |     |
| DF            | 5  | Alex McLeish (Aberdeen)           |  |     |
| DF            | 6  | Willie Miller (Aberdeen)          |  | 67' |
| MF            | 7  | Kevin Gallacher (Dundee United)   |  |     |
| MF            | 8  | Paul McStay (Celtic)              |  | 58' |
| FW            | 9  | Ally McCoist (Rangers)            |  |     |
| MF            | 10 | Murdo MacLeod (Borussia Dortmund) |  |     |
| FW            | 11 | Mo Johnston (Nantes)              |  |     |
| Invallers:    |    |                                   |  |     |
| MF            | 0  | Derek Ferguson (Rangers)          |  | 58' |
| FW            | 0  | Andy Walker (Celtic)              |  | 67' |
| Coach:        |    |                                   |  |     |
| Andy Roxburgh |    |                                   |  |     |

| COLOMBIA:          |    |                                           |  |     |
|                    |    |                                           |  |     |
| GK                 | 1  | René Higuita (Atlético Nacional)          |  |     |
| DF                 | 2  | Luis Fernando Herrera (Atlético Nacional) |  |     |
| DF                 | 3  | Luis Carlos Perea (Atlético Nacional)     |  |     |
| DF                 | 4  | Andrés Escobar (Atlético Nacional)        |  |     |
| DF                 | 5  | Carlos Hoyos (América)                    |  |     |
| MF                 | 6  | Bernardo Redín (Deportivo Cali)           |  |     |
| MF                 | 7  | Leonel Álvarez (Atlético Nacional)        |  |     |
| MF                 | 8  | Alexis García (Atlético Nacional)         |  |     |
| MF                 | 9  | Carlos Valderrama (Deportivo Cali)        |  |     |
| FW                 | 10 | Arnoldo Iguarán (Millonarios FC)          |  |     |
| FW                 | 11 | John Jairo Tréllez (Atlético Nacional)    |  | 68' |
| Invallers:         |    |                                           |  |     |
| MF                 | 0  | Jaime Arango (Atlético Nacional)          |  | 68' |
| Coach:             |    |                                           |  |     |
| Francisco Maturana |    |                                           |  |     |

### Engeland vs Schotland
|                                                  |                     |       |           |                                                                                 |
| 21 mei 1988 «onderlinge duels» 15:00 uur (UTC+1) | Engeland            | 1 – 0 | Schotland | Wembley Stadium, Londen Toeschouwers: 70.480 Scheidsrechter: Joël Quiniou (FRA) |
| 21 mei 1988 «onderlinge duels» 15:00 uur (UTC+1) | Peter Beardsley 12' |       |           | Wembley Stadium, Londen Toeschouwers: 70.480 Scheidsrechter: Joël Quiniou (FRA) |

| ENGELAND:    |    |                                  |  |     |
|              |    |                                  |  |     |
| GK           | 1  | Peter Shilton (Derby County)     |  |     |
| DF           | 2  | Gary Michael Stevens (Everton)   |  |     |
| DF           | 3  | Kenny Sansom (Arsenal)           |  |     |
| MF           | 4  | Neil Webb (Nottingham Forest)    |  |     |
| DF           | 5  | Dave Watson (Everton)            |  |     |
| DF           | 6  | Tony Adams (Arsenal)             |  |     |
| MF           | 7  | Bryan Robson (Manchester United) |  |     |
| MF           | 8  | Trevor Steven (Everton)          |  | 72' |
| FW           | 9  | Peter Beardsley (Liverpool)      |  |     |
| FW           | 10 | Gary Lineker (Barcelona)         |  |     |
| MF           | 11 | John Barnes (Liverpool)          |  |     |
| Invallers:   |    |                                  |  |     |
| MF           | 0  | Chris Waddle (Tottenham Hotspur) |  | 72' |
| Coach:       |    |                                  |  |     |
| Bobby Robson |    |                                  |  |     |

| SCHOTLAND:    |    |                                   |  |     |
|               |    |                                   |  |     |
| GK            | 1  | Jim Leighton (Aberdeen)           |  |     |
| DF            | 2  | Richard Gough (Rangers)           |  |     |
| DF            | 3  | Steve Nicol (Liverpool)           |  |     |
| MF            | 4  | Roy Aitken (Celtic)               |  |     |
| DF            | 5  | Alex McLeish (Aberdeen)           |  |     |
| DF            | 6  | Willie Miller (Aberdeen)          |  | 74' |
| MF            | 7  | Neil Simpson (Aberdeen)           |  |     |
| MF            | 8  | Paul McStay (Celtic)              |  | 77' |
| FW            | 9  | Ally McCoist (Rangers)            |  |     |
| MF            | 10 | Murdo MacLeod (Borussia Dortmund) |  |     |
| FW            | 11 | Mo Johnston (Nantes)              |  |     |
| Invallers:    |    |                                   |  |     |
| MF            | 0  | Tommy Burns (Celtic)              |  | 74' |
| FW            | 0  | Kevin Gallacher (Dundee United)   |  | 77' |
| Coach:        |    |                                   |  |     |
| Andy Roxburgh |    |                                   |  |     |

### Engeland vs Colombia
|                                                  |                  |       |                    |                                                                                           |
| 24 mei 1988 «onderlinge duels» 20:00 uur (UTC+1) | Engeland         | 1 – 1 | Colombia           | Wembley Stadium, Londen Toeschouwers: 25.756 Scheidsrechter: Karl-Josef Assenmacher (FRG) |
| 24 mei 1988 «onderlinge duels» 20:00 uur (UTC+1) | Gary Lineker 22' |       | 66' Andrés Escobar | Wembley Stadium, Londen Toeschouwers: 25.756 Scheidsrechter: Karl-Josef Assenmacher (FRG) |

| ENGELAND:    |    |                                  |  |     |
|              |    |                                  |  |     |
| GK           | 1  | Peter Shilton (Derby County)     |  |     |
| DF           | 2  | Viv Anderson (Manchester United) |  |     |
| DF           | 3  | Kenny Sansom (Arsenal)           |  |     |
| MF           | 4  | Steve McMahon (Liverpool)        |  |     |
| DF           | 5  | Mark Wright (Derby County)       |  |     |
| DF           | 6  | Tony Adams (Arsenal)             |  |     |
| MF           | 7  | Bryan Robson (Manchester United) |  |     |
| MF           | 8  | Chris Waddle (Tottenham Hotspur) |  | 73' |
| FW           | 9  | Peter Beardsley (Liverpool)      |  |     |
| FW           | 10 | Gary Lineker (Barcelona)         |  |     |
| MF           | 11 | John Barnes (Liverpool)          |  | 73' |
| Invallers:   |    |                                  |  |     |
| MF           | 0  | Glenn Hoddle (AS Monaco)         |  | 73' |
| FW           | 0  | Mark Hateley (AS Monaco)         |  | 73' |
| Coach:       |    |                                  |  |     |
| Bobby Robson |    |                                  |  |     |

| COLOMBIA:          |    |                                           |  |                           |
|                    |    |                                           |  |                           |
| GK                 | 1  | René Higuita (Atlético Nacional)          |  |                           |
| DF                 | 2  | Luis Fernando Herrera (Atlético Nacional) |  |                           |
| DF                 | 3  | Luis Carlos Perea (Atlético Nacional)     |  |                           |
| DF                 | 4  | Andrés Escobar (Atlético Nacional)        |  |                           |
| DF                 | 5  | Carlos Hoyos (América)                    |  |                           |
| MF                 | 6  | Bernardo Redín (Deportivo Cali)           |  |                           |
| MF                 | 7  | Leonel Álvarez (Atlético Nacional)        |  |                           |
| MF                 | 8  | Alexis García (Atlético Nacional)         |  |                           |
| MF                 | 9  | Carlos Valderrama (Deportivo Cali)        |  |                           |
| FW                 | 10 | Arnoldo Iguarán (Millonarios FC)          |  |                           |
| FW                 | 11 | Jaime Arango (Atlético Nacional)          |  |                           |
| Invallers:         |    |                                           |  |                           |
| FW                 | 0  | John Jairo Tréllez (Atlético Nacional)    |  | Werd in het veld gebracht |
| MF                 | 0  | Didí (Atlético Nacional)                  |  | Werd in het veld gebracht |
| Coach:             |    |                                           |  |                           |
| Francisco Maturana |    |                                           |  |                           |